# Romano (motorfietsmerk)
Romano is een historisch merk van fietsen met hulpmotor.
In Turijn werden aan het begin van de twintigste eeuw de Romano fietsen met hulpmotor gebouwd. Bij deze bijzondere modellen zat de motor, compleet met tank en ontstekingsinrichting, in het voorwiel. De motor bleef stilstaan en dreef via rollen tegen de binnenkant van de velg de fiets aan. 